# Deutsche Kriegsgräberstätte Chambry

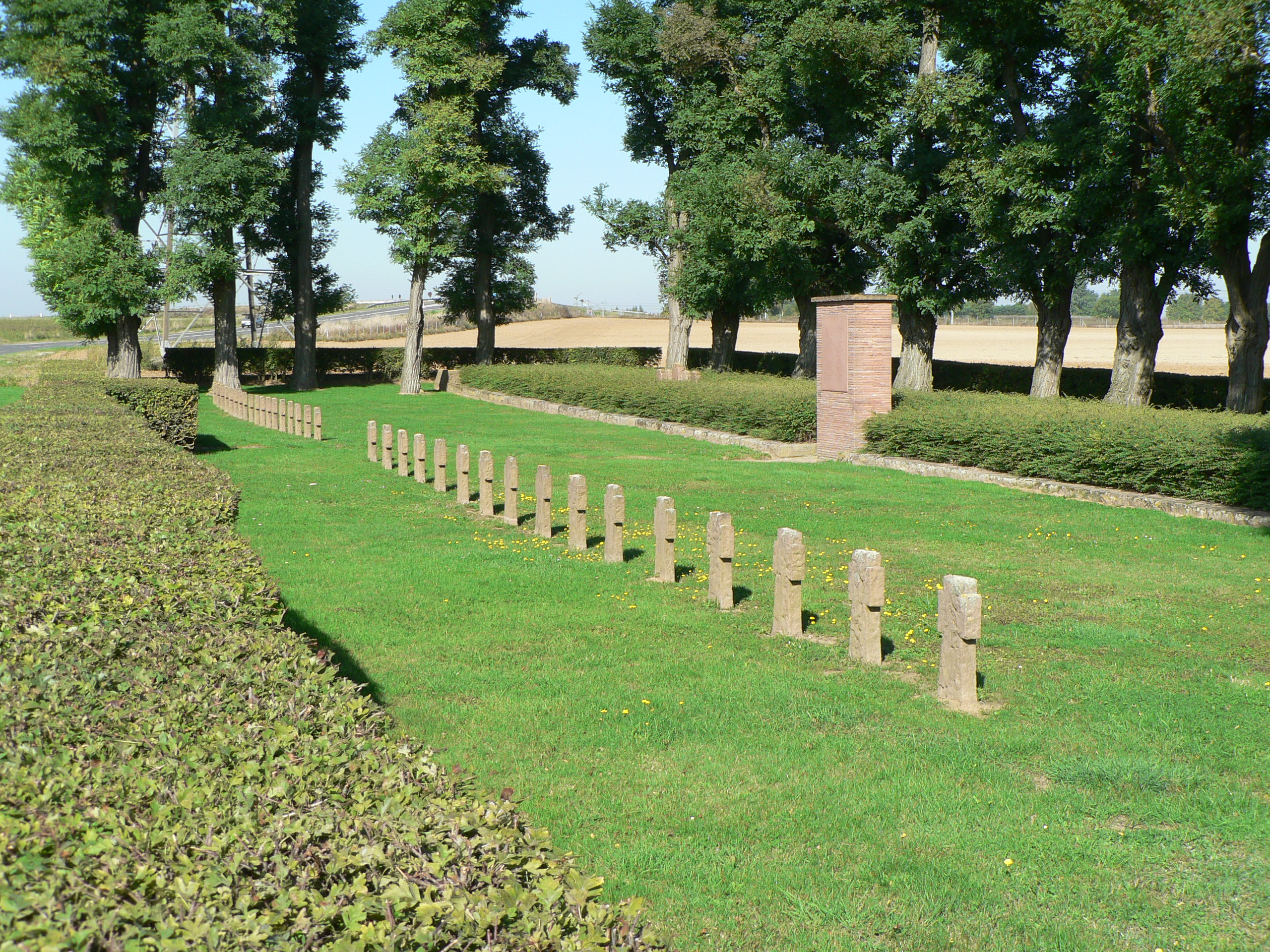
Deutsche Kriegsgräberstätte Chambry

Die Deutsche Kriegsgräberstätte Chambry (französisch: Cimetière militaire allemand de Chambry) ist ein Friedhof für die deutschen Kriegstoten des Ersten Weltkriegs in Chambry, einer französischen Gemeinde im Département Seine-et-Marne in der Region Île-de-France.

## Geschichte
Der Friedhof wurde im Januar 1919 von den französischen Militärbehörden angelegt, die die deutschen Toten aus 25 Gemeinden des Départements hier zusammenbetteten. Der Friedhof liegt Paris von allen deutschen Kriegsgräberstätten des Ersten Weltkrieges am nächsten.
Zum großen Teil handelt es sich um Gefallene oder an ihren Verwundungen Gestorbene der Truppenteile, die die Spitze der deutschen 1. Armee bei ihrem Vorstoß zur Hauptstadt Paris Ende August/Anfang September 1914 bildeten. Man hatte die Toten auf dem Kampfgebiet schnell provisorisch beigesetzt; dadurch ging für den größten Teil der Toten die Identität verloren. Gleiches geschah bei den deutschen Großangriffen Ende Mai und im Juli 1918, als die Angreifer erneut dieses Gebiet erreichten.